# Legacy (Poco)
Legacy è un CD dei riuniti Poco, pubblicato dalla RCA Records nell'agosto del 1989. Reunion con la storica formazione originale per la registrazione di questo disco.

## Tracce
1. When It All Began – 3:35 (Steve Pasch, Anthony Krizan, Richie Furay, Scott Sellen)
2. Call It Love – 4:17 (Ronnie Guilbeau, Billy Crain, Rick Lonow, Jim Messina)
3. The Nature of Love – 4:03 (Jeff Silbar, Van Stephenson)
4. What Do People Know – 3:52 (Rusty Young)
5. Nothin' to Hide – 5:10 (Bruce Gaitsch, Rihard Marx)
6. Look Within' – 4:59 (Jim Messina)
7. Rough Edges – 3:07 (Bill Lloyd, Radney Foster, Rusty Young)
8. Who Else – 4:00 (Matt Noble, Rusty Young)
9. Lovin' You Every Minute – 3:08 (Michael Brady, Jim Messina)
10. If It Wasn't for You – 4:15 (Scott Sellen, Richie Furay)
11. Follow Your Dreams – 2:56 (Jim Messina)

## Musicisti
- Richie Furay - chitarra, chitarra a dodici corde, voce
- Richie Furay - voce solista (brani: 1 e 10)
- Jim Messina - chitarra, voce
- Jim Messina - voce solista (brani: 6, 9 e 11)
- Rusty Young - chitarra steel, banjo, dobro, chitarra, pianoforte
- Rusty Young - voce solista (brani: 2, 4 e 8)
- Randy Meisner - basso, chitarra, voce
- Randy Meisner - voce solista (brani: 3, 5 e 7)
- George Grantham - batteria, voce

Musicisti aggiunti
- Timothy B. Schmit - basso
- Paulinho Da Costa - percussioni
- Leland Sklar - basso
- Jeff Porcaro - batteria
- Richard Marx - voce, produttore
- Gary Mallaber - batteria
- Billy Payne - tastiere
- Frank Marocco - accordion
- Jeffrey Vanston - tastiere
- Joe Chemay - voce[3]